# Halálozások 2007-ben
Ez a szócikk a 2007-es évben elhunyt nevezetes személyeket sorolja fel.

## December
| Dátum        | Név                   | Foglalkozás / tisztség                                   | Kor | Forrás          |
| ------------ | --------------------- | -------------------------------------------------------- | --- | --------------- |
| december 31. | Győriványi Sándor     | politikus (FKGP), volt munkaügyi miniszter               | 080 |                 |
| december 31. | Hoffmann Tamás        | etnográfus                                               | 076 |                 |
| december 31. | Markku Peltola        | finn színész és zenész                                   | 051 |                 |
| december 31. | Sík Olga              | énektanár                                                | 096 |                 |
| december 30. | Michael Goldberg      | amerikai absztrakt expresszionista festő                 | 083 |                 |
| december 27. | Jerzy Kawalerowicz    | lengyel filmrendező                                      | 085 | [ halott link ] |
| december 27. | Benazír Bhutto        | pakisztáni politikus, volt miniszterelnök                | 054 |                 |
| december 27. | Jaan Kross            | észt író                                                 | 087 |                 |
| december 26. | Sándorfi István       | festő                                                    | 059 |                 |
| december 25. | Jevgenyij Helimszkij  | orosz nyelvész                                           | 057 |                 |
| december 25. | Hans Otte             | német zeneszerző                                         | 081 |                 |
| december 23. | Oscar Peterson        | kanadai dzsessz-zenész                                   | 082 |                 |
| december 22. | Julien Gracq          | francia író                                              | 097 |                 |
| december 22. | B. Nagy János         | Kossuth-díjas operaénekes                                | 067 |                 |
| december 17. | Király Ernő           | vajdasági népzenekutató                                  | 088 |                 |
| december 16. | Dan Fogelberg         | amerikai énekes, zeneszerző, zenész                      | 056 |                 |
| december 13. | Philippe Clay         | francia színész és énekes                                | 080 |                 |
| december 13. | Floyd Westerman       | amerikai indián zenész, színész, politikai aktivista     | 071 |                 |
| december 12. | Ike Turner            | amerikai zenész                                          | 076 |                 |
| december 9.  | Borzsák István        | Széchenyi-díjas klasszika-filológus, az MTA rendes tagja | 092 |                 |
| december 9.  | Henri Debehogne       | belga csillagász                                         | 078 | –               |
| december 6.  | Szőllősy András       | Kossuth- és Széchenyi-díjas zeneszerző, zenetudós        | 086 |                 |
| december 5.  | Karlheinz Stockhausen | német zeneszerző                                         | 079 |                 |
| december 4.  | Spilák Ferenc         | magyar közgazdász, politikus                             | 072 |                 |
| december 3.  | Spira György          | történész                                                | 082 |                 |
| december 2.  | Henry Cele            | dél-afrikai színész                                      | 066 |                 |
| december 2.  | Eleonora Rossi Drago  | olasz színésznő                                          | 082 |                 |
| december 1.  | Elisabeth Eybers      | dél-afrikai költő                                        | 092 |                 |

## November
| Dátum        | Név                    | Foglalkozás / tisztség                                       | Kor | Forrás          |
| ------------ | ---------------------- | ------------------------------------------------------------ | --- | --------------- |
| november 30. | François-Xavier Ortoli | francia politikus, az Európai Bizottság elnöke (1973–1977)   | 082 |                 |
| november 29. | Dusa Ödön              | erdélyi magyar előadóművész                                  | 064 |                 |
| november 28. | Elly Beinhorn          | német távolsági repülőnő                                     | 100 | –               |
| november 28. | Günther Ullerich       | olimpiai bronzérmes (1956) német gyeplabdázó                 | 079 |                 |
| november 26. | Manuel Badenes         | spanyol labdarúgó                                            | 079 | –               |
| november 23. | Bácskai Tamás          | közgazdász                                                   | 082 | [ halott link ] |
| november 23. | Ótani Icsidzsi         | japán válogatott labdarúgó                                   | 095 | –               |
| november 22. | Maurice Béjart         | francia táncos, koreográfus                                  | 080 | [ halott link ] |
| november 21. | Fernando Fernán Gómez  | spanyol író, színész, forgatókönyvíró, rendező               | 086 |                 |
| november 20. | Tabák Lajos            | szociofotós                                                  | 103 |                 |
| november 20. | Ian Smith              | Rhodézia (ma: Zimbabwe) volt miniszterelnöke (1965–79)       | 088 |                 |
| november 19. | Szabó Magda            | Kossuth-díjas író, költő                                     | 090 |                 |
| november 18. | Miklósy György         | Jászai Mari-díjas, érdemes művész, színművész                | 083 |                 |
| november 18. | Ellen Müller-Preis     | olimpiai bajnok (1932) osztrák vívó                          | 095 |                 |
| november 17. | Ember Judit            | Balázs Béla-díjas dokumentumfilm-rendező                     | 072 |                 |
| november 17. | Szentgyörgyvári János  | pécsi tanácstag, a Hazafias Népfront egyik vezetője          | 088 | ?               |
| november 16. | Pierre Granier-Deferre | francia filmrendező                                          | 080 |                 |
| november 16. | Ördögh Szilveszter     | József Attila-díjas író                                      | 059 |                 |
| november 15. | Kosáry Domokos         | történész, egyetemi tanár, az MTA korábbi elnöke (1990-1996) | 094 |                 |
| november 12. | Ferdinando Baldi       | olasz filmrendező                                            | 080 | –               |
| november 12. | Al Mancini             | amerikai színész ('A piszkos tizenkettő)                     | 074 |                 |
| november 11. | Delbert Mann           | Oscar-díjas amerikai filmrendező                             | 087 |                 |
| november 10. | Laraine Day            | amerikai színésznő                                           | 087 |                 |
| november 10. | Norman Mailer          | amerikai író                                                 | 084 |                 |
| november 9.  | Ilja Zbarszkij         | a Lenin-mauzóleum igazgatója és Lenin balzsamozójának a fia  | 094 |                 |
| november 9.  | Luis Herrera Campins   | Venezuela volt elnöke (1979–84)                              | 082 |                 |
| november 9.  | Kubinyi András         | történész, az MTA rendes tagja                               | 078 |                 |
| november 8.  | Váradi László          | zenész, dobos (Scampolo, Tűzkerék)                           | 057 |                 |
| november 8.  | Chad Varah             | anglikán pap, a Szamaritánus mozgalom alapítója              | 095 |                 |
| november 7.  | Csiha Kálmán           | erdélyi református püspök                                    | 078 |                 |
| november 6.  | Enzo Biagi             | olasz újságíró                                               | 087 |                 |
| november 6.  | Mózsi Ferenc János     | író, költő                                                   | 060 |                 |
| november 5.  | Nils Liedholm          | svéd labdarúgó, edző                                         | 085 |                 |
| november 4.  | Cyprian Ekwensi        | nigériai író                                                 | 086 |                 |
| november 4.  | Varga István           | Ericsson-díjas fizikatanár                                   | 055 |                 |
| november 3.  | Alekszandr Gyegyusko   | orosz színész                                                | 045 |                 |
| november 3.  | Matúz Józsefné         | televíziós újságíró, a Híradó főszerkesztője (1957–86)       | 083 |                 |
| november 2.  | Igor Moiszejev         | orosz koreográfus                                            | 101 |                 |
| november 2.  | S. P. Thamilselvan     | tamil lázadóvezér                                            | 040 |                 |
| november 2.  | Kósa Sándor            | katonatiszt, okleveles katonai vezető                        | 040 |                 |
| november 1.  | Paul Tibbets           | az Enola Gay repülőgép kapitánya                             | 092 |                 |

## Október
| Dátum          | Név                | Foglalkozás / tisztség                                                | Kor | Forrás |
| -------------- | ------------------ | --------------------------------------------------------------------- | --- | ------ |
| Ismeretlen nap | Szondi Béla        | író, műfordító                                                        | 098 |        |
| október 31.    | Erdal İnönü        | török fizikus és politikus, külügyminiszter, miniszterelnök-helyettes | 081 |        |
| október 30.    | Robert Goulet      | amerikai énekes és színész                                            | 073 |        |
| október 29.    | Christian d’Oriola | olimpiai és világbajnok francia tőrvívó                               | 079 |        |
| október 28.    | Evelyn Hamann      | német színésznő                                                       | 065 |        |
| október 26.    | Nicolae Dobrin     | román labdarúgó                                                       | 060 |        |
| október 26.    | Arthur Kornberg    | Nobel-díjas amerikai biokémikus, a DNS szintézisének felfedezője      | 089 |        |
| október 25.    | Mérei Vera         | logopédus, gyógypedagógus, Szondi Lipót tanítványa                    | 091 |        |
| október 22.    | Ève Curie          | francia újságíró, író, diplomata, Pierre Curie és Marie Curie lánya   | 102 |        |
| október 22.    | Séra Miklós        | kajak mesteredző                                                      | 060 |        |
| október 21.    | Csillik Margit     | olimpikon tornász, mesteredző                                         | 092 |        |
| október 20.    | Deák András        | politikus (KDNP), országgyűlési képviselő                             | 056 |        |
| október 19.    | Ambrus Mariann     | világbajnoki ezüstérmes evezős                                        | 051 |        |
| október 19.    | Jan Wolkers        | holland író, festő, szobrász                                          | 081 |        |
| október 18.    | Lucky Dube         | dél-afrikai reggae-zenész                                             | 043 |        |
| október 17.    | Joey Bishop        | amerikai színész                                                      | 089 | –      |
| október 16.    | Deborah Kerr       | brit színésznő                                                        | 086 |        |
| október 16.    | Barbara West       | a Titanic utolsó két túlélőjének egyike                               | 096 |        |
| október 15.    | Lévay Tibor        | labdarúgó (Bp. Honvéd, Csepel), sportvezető                           | 057 |        |
| október 14.    | Raymond Pellegrin  | francia színész (A chateauvalloni polgárok)                           | 082 |        |
| október 14.    | Sigrid Valdis      | amerikai színésznő                                                    | 072 |        |
| október 12.    | Bálint István      | rendező, színész, költő és író                                        | 064 |        |
| október 12.    | Szou Vin           | tábornok, Mianmar miniszterelnöke                                     | 059 |        |
| október 11.    | Vargyas Lajos      | Széchenyi-díjas népzene- és néprajzkutató                             | 093 |        |
| október 8.     | Abe Norifumi       | japán motorversenyző                                                  | 032 |        |
| október 5.     | Walter Kempowski   | német író                                                             | 078 |        |
| október 3.     | Gáti István        | Széchenyi-díjas szülész-nőgyógyász, az MTA rendes tagja               | 085 |        |
| október 3.     | Rogelio Salmona    | kolumbiai építész                                                     | 078 |        |
| október 1.     | Al Oerter          | négyszeres olimpiai bajnok amerikai diszkoszvető                      | 071 |        |

## Szeptember
| Dátum          | Név                    | Foglalkozás / tisztség                                                 | Kor | Forrás |
| -------------- | ---------------------- | ---------------------------------------------------------------------- | --- | ------ |
| szeptember 30. | Szentgyörgyváry Margit | szerzetesnő, tanárnő, festőművész                                      | 094 |        |
| szeptember 29. | Lois Maxwell           | kanadai színésznő                                                      | 080 |        |
| szeptember 29. | Szaruhasi Kacuko       | japán geokémikus                                                       | 087 |        |
| szeptember 29. | Zsivótzky Gyula        | olimpiai bajnok kalapácsvető, a Nemzet Sportolója                      | 070 |        |
| szeptember 27. | Hegyi Imre             | labdarúgó, edző                                                        | 056 |        |
| szeptember 26. | Létay Lajos            | romániai magyar költő                                                  | 087 |        |
| szeptember 26. | Turczel Lajos          | szlovákiai magyar irodalomtörténész                                    | 090 |        |
| szeptember 25. | Gaál István            | Kossuth-díjas filmrendező, képíró                                      | 074 |        |
| szeptember 25. | Macunaga Nobuo         | japán válogatott labdarúgó                                             | 085 | –      |
| szeptember 25. | Conway Wickliffe       | amerikai technikus                                                     | 041 |        |
| szeptember 22. | Marcel Marceau         | francia pantomimművész                                                 | 084 |        |
| szeptember 21. | Jürgen Roland          | német színész, filmrendező, producer                                   | 081 |        |
| szeptember 20. | Polcz Alaine           | író, pszichológus                                                      | 085 |        |
| szeptember 18. | ifj. Járóka Sándor     | cigányprímás, a 100 Tagú Cigányzenekar művészeti vezetője              | 052 |        |
| szeptember 16. | Robert Jordan          | amerikai fantasy író                                                   | 058 |        |
| szeptember 16. | Rolf Köhler            | német énekes, zenész, zenei producer (Modern Talking, Systems in Blue) | 056 |        |
| szeptember 16. | Zámbó István           | karmester                                                              | 075 |        |
| szeptember 15. | Colin McRae            | skót rali-világbajnok                                                  | 039 |        |
| szeptember 14. | Sipos András           | a Djabe zenekar alapító tagja, dobosa és énekese                       | 053 |        |
| szeptember 13. | Behán Pál              | magyar brácsás                                                         | 041 |        |
| szeptember 13. | Joachim Hansen         | német színész                                                          | 077 |        |
| szeptember 11. | Ian Porterfield        | Örményország szövetségi kapitánya                                      | 061 |        |
| szeptember 11. | Joe Zawinul            | osztrák jazz-zenész                                                    | 075 |        |
| szeptember 10. | Jane Wyman             | Oscar-díjas színésznő, Ronald Reagan első felesége                     | 090 |        |
| szeptember 7.  | Csernus Tibor          | Kossuth-díjas festő                                                    | 080 |        |
| szeptember 6.  | Hegedűs István         | Munkácsy-díjas grafikus, karikaturista (szignója: "Hihi")              | 075 |        |
| szeptember 6.  | Luciano Pavarotti      | olasz operaénekes                                                      | 071 |        |
| szeptember 5.  | Julieta Campos         | kubai-mexikói író, műfordító                                           | 075 | –      |
| szeptember 5.  | Néray Katalin          | Széchenyi-díjas művészettörténész, a Ludwig Múzeum igazgatója          | 065 |        |
| szeptember 5.  | Igor Novikov           | olimpiai bajnok örmény öttusázó                                        | 077 |        |
| szeptember 3.  | Szepes Mária           | író                                                                    | 098 |        |
| szeptember 1.  | Viliam Schrojf         | világbajnoki ezüstérmes csehszlovák labdarúgó                          | 076 |        |

## Augusztus
| Dátum         | Név                 | Foglalkozás / tisztség | Kor | Forrás |
| ------------- | ------------------- | --- | --- | ------ |
| augusztus 30. | Börzsei János       | válogatott labdarúgó, sportvezető | 085 |        |
| augusztus 29. | Pierre Messmer      | francia kormányfő (1972–1974), a Francia Akadémia tagja | 091 |        |
| augusztus 28. | Antonio Puerta      | spanyol labdarúgó (Sevilla FC) | 022 |        |
| augusztus 28. | Francisco Umbral    | spanyol újságíró, író | 075 |        |
| augusztus 28. | Miyoshi Umeki       | Golden Globe-díjas japán-amerikai színésznő, énekesnő | 078 |        |
| augusztus 27. | Galina Dzsugasvili  | Sztálin unokája | 068 |        |
| augusztus 27. | Emma Penella        | spanyol színésznő (Ez a ház totál gáz) | 077 |        |
| augusztus 26. | Gaston Thorn        | volt luxemburgi miniszterelnök (1974–1979) és az Európai Bizottság volt elnöke (1981–1985)                                                                    | 078 |        |
| augusztus 25. | Gyurkó László       | Kossuth- és József Attila-díjas író | 077 |        |
| augusztus 25. | Raymond Barre       | francia kormányfő (1976–1981) | 083 |        |
| augusztus 25. | Ray Jones           | angol labdarúgó (QPR) | 018 |        |
| augusztus 24. | Abd ar-Rahmán Árif  | iraki katonatiszt, politikus, az al-Dzsumájli klán tagja, 1966–1968 között az Iraki Köztársaság elnöke, emellett 1967-ben rövid ideig Irak miniszterelnöke is | 091 | –      |
| augusztus 24. | Hansjörg Felmy      | német színész (Szakadt függöny) | 076 |        |
| augusztus 22. | Jacek Chmielnik     | lengyel színész | 054 |        |
| augusztus 22. | Grace Paley         | amerikai újságíró, író, társadalmi aktivista | 084 |        |
| augusztus 21. | Lakatos Menyhért    | Magyar Köztársaság Babérkoszorúja díjas író | 081 |        |
| augusztus 19. | Gyalog Rozi         | aranytollas újságíró | 080 |        |
| augusztus 17. | Spéter Erzsébet     | művészetpártoló és kulturális mecénás, az Erzsébet-díj megalapítója                                                                                           | 092 |        |
| augusztus 17. | Eddie Griffin       | amerikai kosárlabdázó, NBA-játékos | 025 |        |
| augusztus 16. | Jeroen Boere        | holland labdarúgó | 039 |        |
| augusztus 16. | Max Roach           | amerikai dzsesszdobos, zeneszerző (bebop) | 083 |        |
| augusztus 12. | Merv Griffin        | amerikai tv-s játékvezető és médiamogul | 082 |        |
| augusztus 11. | Franz Antel         | osztrák filmrendező, forgatókönyvíró, filmproducer | 094 | –      |
| augusztus 11. | Juhani Nagy János   | író, újságíró | 054 |        |
| augusztus 10. | Bérces Tibor        | kémikus, az MTA rendes tagja | 076 |        |
| augusztus 9.  | Ulrich Plenzdorf    | német író | 072 |        |
| augusztus 8.  | Melville Shavelson  | amerikai író, filmrendező, forgatókönyvíró, producer | 090 |        |
| augusztus 8.  | Zimányi Tibor       | közgazdász, politikai fogoly, politikus (MDF) | 085 |        |
| augusztus 7.  | Ernesto Alonso      | mexikói színész (Archibald de la Cruz bűnös élete), filmrendező, producer                                                                                     | 090 |        |
| augusztus 7.  | Páncsics Miklós     | olimpiai bajnok labdarúgó (FTC) | 064 |        |
| augusztus 6.  | Daczi Zsolt         | gitáros (Bikini, Omen) | 038 |        |
| augusztus 6.  | Heinz Barth         | német háborús bűnös, az „oradouri gyilkos” | 086 |        |
| augusztus 5.  | Joó István          | geodéta és térképész | 078 |        |
| augusztus 5.  | Oliver Hill         | amerikai ügyvéd, polgárjogi aktivista | 100 |        |
| augusztus 5.  | Jean-Marie Lustiger | francia bíboros, Párizs volt érseke | 080 |        |
| augusztus 2.  | Grigássy László     | ügyvéd, politikus (KDNP) | 083 |        |
| augusztus 2.  | Holden Roberto      | angolai politikus, lázadóvezér | 084 |        |
| augusztus 1.  | Tommy Makem         | ír-amerikai folkzenész, költő, képzőművész | 074 |        |

## Július
| Dátum      | Név                                     | Foglalkozás / tisztség                                                                            | Kor | Forrás          |
| ---------- | --------------------------------------- | ------------------------------------------------------------------------------------------------- | --- | --------------- |
| július 30. | Michelangelo Antonioni                  | olasz filmrendező                                                                                 | 094 |                 |
| július 30. | Ingmar Bergman                          | svéd filmrendező                                                                                  | 089 |                 |
| július 30. | Dávid László                            | erdélyi magyar református lelkész, művészettörténész                                              | 075 | –               |
| július 30. | I. Teoctist                             | Románia pátriárkája                                                                               | 092 |                 |
| július 29. | Michel Serrault                         | francia színész                                                                                   | 079 |                 |
| július 28. | Gergely Mihály                          | író, újságíró                                                                                     | 085 |                 |
| július 26. | Stark Tibor                             | zeneszerző, dzsesszzenész                                                                         | 074 |                 |
| július 24. | Giorgio Anglesio                        | olimpiai és világbajnok olasz párbajtőrvívó                                                       | 085 |                 |
| július 24. | Albert Ellis                            | amerikai pszichológus és pszichoterapeuta                                                         | 093 |                 |
| július 23. | Czapkó Miklós                           | vízilabdázó, edző                                                                                 | 084 |                 |
| július 23. | Ernst Otto Fischer                      | Nobel-díjas német kémikus                                                                         | 088 |                 |
| július 23. | Tábori György                           | magyar származású brit író, színházi rendező                                                      | 093 |                 |
| július 23. | Mohammed Zahir afgán király             | Afganisztán utolsó királya 1933-1973 között                                                       | 092 |                 |
| július 22. | Carmelo Camet                           | olimpiai bronzérmes (1928) argentin vívó                                                          | 102 | –               |
| július 22. | Kovács László                           | magyar származású amerikai operatőr                                                               | 074 |                 |
| július 22. | Ulrich Mühe                             | Oscar-díjas német színész (A mások élete)                                                         | 054 |                 |
| július 22. | Jean Stablinski                         | francia kerékpárversenyző                                                                         | 075 |                 |
| július 21. | Cseh-Szombathy László                   | szociológus, az MTA rendes tagja                                                                  | 082 |                 |
| július 20. | Kai M. Siegbahn                         | Nobel-díjas svéd fizikus                                                                          | 089 |                 |
| július 19. | Rázsó Gyula                             | hadtörténész, a Hadtörténeti Múzeum volt főigazgatója                                             | 076 |                 |
| július 19. | Vargha Jenő                             | erdélyi magyar kémikus, kémiai szakíró, szakfordító, egyetemi oktató, a kémiai tudományok doktora | 083 |                 |
| július 16. | Friedmann Imre                          | botanikus, az MTA külső tagja                                                                     | 085 |                 |
| július 15. | Kieron Moore                            | 082                                                                                               | –   |                 |
| július 13. | Kamondi Imre                            | labdarúgó (Bp. Postás, Pécsi Dózsa)                                                               | 073 |                 |
| július 13. | Nagy László                             | a móri bankrablás elkövetője                                                                      | 037 |                 |
| július 11. | Imre István                             | rajzfilmrendező                                                                                   | 078 |                 |
| július 11. | Lady Bird Johnson                       | Lyndon B. Johnson volt amerikai elnök özvegye                                                     | 094 |                 |
| július 11. | Alfonso López Michelsen                 | Kolumbia volt elnöke (1974–1978)                                                                  | 094 |                 |
| július 11. | Hszing Van-seng                         | kínai irodalomtörténész, Petőfi Sándor verseinek kínai fordítója                                  | 077 | [ halott link ] |
| július 10. | Abdul Rashid Ghazi                      | a pakisztáni Vörös Mecset militáns vezetője                                                       | 043 |                 |
| július 9.  | Charles Lane                            | amerikai színész                                                                                  | 102 |                 |
| július 8.  | Carlos Adriano de Jesus Soares (Alemão) | brazil labdarúgó                                                                                  | 023 | –               |
| július 8.  | Jack Odell                              | angol mérnök, a Matchbox társalapítója                                                            | 087 |                 |
| július 8.  | Csandra Sekhar                          | India volt miniszterelnöke (1990-1991)                                                            | 080 |                 |
| július 6.  | Izinger Pál                             | agrármérnök                                                                                       | 094 |                 |
| július 5.  | Régine Crespin                          | francia operaénekes, szoprán                                                                      | 080 |                 |
| július 5.  | Kerwin Mathews                          | amerikai színész (Gulliver utazásai)                                                              | 081 |                 |
| július 4.  | Liane Bahler                            | francia kerékpárversenyző (az Italian Touron vesztette életét)                                    | 025 |                 |
| július 3.  | Ács Károly                              | költő, műfordító                                                                                  | 079 |                 |
| július 3.  | Claude Pompidou                         | Georges Pompidou volt francia elnök özvegye                                                       | 094 |                 |
| július 2.  | Giuseppe Forti                          | olasz csillagász                                                                                  | 067 | –               |
| július 2.  | Beverly Sills                           | amerikai operaénekes, szoprán                                                                     | 078 |                 |

## Június
| Dátum      | Név                      | Foglalkozás / tisztség                                                  | Kor | Forrás          |
| ---------- | ------------------------ | ----------------------------------------------------------------------- | --- | --------------- |
| június 30. | Patrick Bruun            | finn ókortörténész, numizmatikus                                        | 087 |                 |
| június 30. | Will Schaefer            | amerikai filmzeneszerző                                                 | 078 |                 |
| június 29. | Alojzij Šuštar           | ljubljanai érsek                                                        | 086 |                 |
| június 29. | Edward Yang              | tajvani filmrendező és forgatókönyvíró                                  | 059 |                 |
| június 28. | Kiicsi Mijazava          | japán politikus, miniszterelnök (1991–1993)                             | 087 |                 |
| június 27. | Dragutin Tadijanović     | horvát író, költő                                                       | 101 |                 |
| június 26. | Domokos Géza             | író, műfordító, politikus, az RMDSZ alapító elnöke                      | 079 |                 |
| június 26. | Lucien Hervé             | magyar származású francia fotóművész                                    | 096 |                 |
| június 26. | Luigi Meneghello         | olasz író                                                               | 085 |                 |
| június 26. | Radványi Barna           | újságíró, humorista, az Új Lúdas Matyi című hetilap volt főszerkesztője | 077 |                 |
| június 26. | Schnitzer Imre           | labdarúgó, edző                                                         | 057 | [ halott link ] |
| június 25. | Claude Brosset           | francia színész                                                         | 063 |                 |
| június 24. | Hans Sturm               | nyugatnémet válogatott német labdarúgó                                  | 071 |                 |
| június 19. | Antonio Aguilar          | mexikói színész, énekes                                                 | 088 |                 |
| június 19. | El Fary                  | spanyol színész és énekes                                               | 069 |                 |
| június 19. | Vilma Espín Guillois     | Raúl Castro kubai ügyvezető államfő felesége, kubai First Lady          | 077 |                 |
| június 19. | Klausjürgen Wussow       | német színész, Brinkmann professzor alakítója                           | 078 |                 |
| június 17. | Gianfranco Ferré         | olasz divattervező                                                      | 062 |                 |
| június 14. | Kurt Waldheim            | osztrák politikus, volt köztársasági elnök és ENSZ-főtitkár             | 088 |                 |
| június 13. | Pungor Ernő              | kémikus, az OMFB-t vezető miniszter (1990-94), az MTA rendes tagja      | 083 |                 |
| június 11. | Hanny Michaelis          | holland költő, műfordító                                                | 084 |                 |
| június 9.  | Ousmane Sembène          | szenegáli színész, filmrendező, producer, író                           | 084 |                 |
| június 8.  | Aden Abdullah Osman Daar | Szomália első elnöke (1960-1967)                                        | 099 |                 |
| június 8.  | Richard Rorty            | amerikai filozófus                                                      | 075 |                 |
| június 7.  | Rajki Sándor             | genetikus, az MTA rendes tagja                                          | 086 |                 |
| június 4.  | Craig Thomas             | amerikai politikus szenátor (Wyoming)                                   | 074 | –               |
| június 3.  | Darvas Iván              | kétszeres Kossuth-díjas színész, a Nemzet Színésze                      | 081 |                 |
| június 2.  | Wolfgang Hilbig          | német költő, író                                                        | 065 |                 |
| június 2.  | Huang Csü                | kínai politikus, miniszterelnök-helyettes                               | 068 |                 |

## Május
| Dátum     | Név                     | Foglalkozás / tisztség                                          | Kor | Forrás |
| --------- | ----------------------- | --------------------------------------------------------------- | --- | ------ |
| május 31. | Wagner András           | Szombathely polgármestere (1990-1998)                           | 054 |        |
| május 30. | Jean-Claude Brialy      | francia színész                                                 | 074 |        |
| május 29. | Veszelinov András       | zenész, színész                                                 | 061 |        |
| május 25. | Laurie Bartram          | amerikai színésznő, énekesnő, balett-táncosnő                   | 049 |        |
| május 25. | Forrai Sándor           | presbiter, gyors- és gépírástanár, rováskutató                  | 094 |        |
| május 25. | Charles Nelson Reilly   | amerikai színész, humorista, rendező                            | 076 |        |
| május 25. | Szabó Kálmán            | közgazdász, volt országgyűlési képviselő, az MTA rendes tagja   | 085 |        |
| május 23. | Philip Mayer Kaiser     | amerikai diplomata, volt budapesti nagykövet (1977-1980)        | 093 |        |
| május 23. | Regős Sándor            | újságíró, diplomata, az MDF alapító tagja                       | 073 |        |
| május 22. | Pozsgay Zsolt           | vízilabdázó, edző                                               | 059 |        |
| május 20. | Creu Casas Sicart       | spanyol botanikus, briológus                                    | 094 |        |
| május 20. | Stanley Miller          | amerikai biokémikus                                             | 077 |        |
| május 19. | Artner Iván             | a Tilos Rádió első üzemeltetője, Flash együttes basszusgitárosa | 040 |        |
| május 19. | William Ferguson        | dél-afrikai autóversenyző                                       | 067 | –      |
| május 19. | Eva Forest              | spanyol-katalán író, esszéíró                                   | 079 |        |
| május 19. | Hans Wollschläger       | német író, műfordító, irodalomkritikus                          | 072 |        |
| május 18. | Pierre-Gilles de Gennes | Nobel-díjas francia fizikus                                     | 074 |        |
| május 17. | Lloyd Alexander         | amerikai író                                                    | 083 |        |
| május 16. | Fazekas Patrik          | fizikus, az MTA levelező tagja                                  | 062 |        |
| május 16. | Lőcsei Pál              | aranytollas újságíró                                            | 085 |        |
| május 14. | Kamarás Mihály          | labdarúgó, kapus (Dorog, Vasas)                                 | 081 |        |
| május 14. | Muzslay István          | jezsuita szerzetes, egyetemi tanár                              | 084 |        |
| május 13. | Kirchmayer Károly       | szobrászművész                                                  | 084 |        |
| május 12. | Guy de Rothschild       | francia üzletember                                              | 098 |        |
| május 11. | II. Malietoa Tanumafili | szamoai államfő                                                 | 094 |        |
| május 10. | Paulino Bernabé         | spanyol klasszikus gitárkészítő                                 | 074 | –      |
| május 9.  | Steinmetz János         | Európa-bajnok vízilabdázó                                       | 060 |        |
| május 8.  | Gömöri Endre            | Prima Primissima díjas újságíró                                 | 085 |        |
| május 7.  | Diego Corrales          | amerikai ökölvívó                                               | 029 |        |
| május 6.  | Csárdás József          | labdarúgó (DVSC, Győri Vasas ETO)                               | 081 |        |
| május 6.  | Gábor Tamás             | olimpiai bajnok párbajtőrvívó                                   | 075 |        |
| május 5.  | Theodore Maiman         | amerikai fizikus, a lézer kifejlesztője                         | 080 |        |
| május 4.  | Bócsa Iván              | agrármérnök, az MTA rendes tagja                                | 080 |        |
| május 3.  | Walter Schirra          | amerikai űrhajós                                                | 084 |        |
| május 2.  | Orosz Zoltán            | sakkozó                                                         | 061 | ?      |
| május 1.  | Michel Ritter           | svájci művészeti mecénás                                        | 058 |        |

## Április
| Dátum       | Név                           | Foglalkozás / tisztség                                                              | Kor | Forrás          |
| ----------- | ----------------------------- | ----------------------------------------------------------------------------------- | --- | --------------- |
| április 30. | Grégory Lemarchal             | francia énekes                                                                      | 023 | [ halott link ] |
| április 30. | Tom Poston                    | amerikai színész                                                                    | 085 |                 |
| április 30. | Gordon Scott                  | amerikai színész (Tarzan)                                                           | 080 |                 |
| április 30. | Székely Magda                 | Kossuth-díjas költő                                                                 | 070 |                 |
| április 29. | Joseph Nérette                | haiti politikus, államelnök (1991–1992)                                             | 083 |                 |
| április 29. | Ivica Račan                   | horvát politikus, volt kormányfő                                                    | 064 |                 |
| április 28. | Carl Friedrich von Weizsäcker | német fizikus és filozófus                                                          | 094 |                 |
| április 27. | Msztyiszlav Rosztropovics     | orosz gordonkaművész                                                                | 080 |                 |
| április 25. | Alan Ball                     | világbajnok (1966) angol labdarúgó, edző                                            | 061 | –               |
| április 25. | José Watanabe                 | perui költő                                                                         | 062 |                 |
| április 24. | Madaras József                | Kossuth- és Balázs Béla-díjas színművész                                            | 069 |                 |
| április 23. | Borisz Jelcin                 | Oroszország első közvetlenül választott elnöke                                      | 076 |                 |
| április 23. | David Halberstam              | Pulitzer-díjas amerikai újságíró, a vietnámi háború krónikása                       | 073 |                 |
| április 22. | Gerics József                 | történész                                                                           | 075 | [ halott link ] |
| április 22. | Conchita Montenegro           | spanyol modell, színésznő, táncosnő                                                 | 095 |                 |
| április 22. | Rommy                         | fríz népdalénekes                                                                   | 057 | –               |
| április 21. | Palásti Pál                   | zenei szerkesztő, a Magyar Televízió örökös tagja                                   | 078 |                 |
| április 20. | Mahrer Emil                   | televíziós rendező, a Magyar Televízió örökös tagja                                 | 075 |                 |
| április 19. | Jean-Pierre Cassel            | francia színész                                                                     | 074 |                 |
| április 17. | Petro Vasziljovics Balabujev  | ukrán repülőmérnök, repülőgép-tervező                                               | 076 |                 |
| április 17. | Kitty Carlisle                | amerikai színésznő, énekesnő                                                        | 096 |                 |
| április 14. | Ladislav Adamec               | cseh politikus, a kommunista Csehszlovákia utolsó miniszterelnöke                   | 080 | [ halott link ] |
| április 14. | René Remond                   | francia közgazdász, a Francia Akadémia tagja                                        | 088 |                 |
| április 13. | Vezda János                   | újságíró, humorista, rendőrezredes, a Börtön Újság főszerkesztője                   | 059 |                 |
| április 12. | Pierre Probst                 | francia képregényrajzoló, illusztrátor                                              | 094 |                 |
| április 12. | Szerényi Sándor               | politikus, sportvezető                                                              | 102 |                 |
| április 11. | Loïc Leferme                  | francia búvár                                                                       | 036 |                 |
| április 11. | Kurt Vonnegut                 | német származású amerikai író                                                       | 084 |                 |
| április 10. | Méhes György                  | Kossuth-díjas író                                                                   | 090 |                 |
| április 10. | Dakota Staton                 | amerikai dzsesszénekesnő                                                            | 076 |                 |
| április 9.  | Egon Bondy                    | cseh filozófus                                                                      | 077 | [ halott link ] |
| április 9.  | Dorrit Hoffleit               | amerikai csillagász                                                                 | 100 |                 |
| április 9.  | Farkas Vince                  | tengerésztiszt, múzeumalapító                                                       | 088 |                 |
| április 8.  | Sol LeWitt                    | amerikai képzőművész                                                                | 078 |                 |
| április 7.  | Balla Irma                    | tanár, politikus                                                                    | 058 |                 |
| április 5.  | Luigi Comencini               | olasz filmrendező                                                                   | 090 | [ halott link ] |
| április 5.  | Galambos Ferenc Iréneusz      | bencés szerzetes                                                                    | 086 | [ halott link ] |
| április 5.  | Maria Gripe                   | svéd gyermek- és ifjúsági író                                                       | 083 |                 |
| április 5.  | Thomas Stoltz Harvey          | Amerikai patológus, Albert Einstein boncolója, aki utána megtartotta Einstein agyát | 095 |                 |
| április 5.  | Werner Maser                  | német történész, Hitler-kutató                                                      | 084 |                 |
| április 5.  | Mark St. John                 | amerikai rockzenész (Kiss)                                                          | 051 |                 |
| április 4.  | Bob Clark                     | amerikai filmrendező                                                                | 065 |                 |
| április 4.  | John Flynn                    | amerikai filmrendező, forgatókönyvíró                                               | 075 |                 |
| április 3.  | Robin Montgomerie-Charrington | brit autóversenyző                                                                  | 091 | –               |
| április 3.  | Pongrácz Zoltán               | zeneszerző                                                                          | 095 | [ halott link ] |
| április 3.  | Nina Vang                     | kínai üzletasszony, Ázsia leggazdagabb embere                                       | 069 |                 |
| április 1.  | Hans Filbinger                | német politikus                                                                     | 093 |                 |

## Március
| Dátum       | Név                        | Foglalkozás / tisztség                                                            | Kor | Forrás          |
| ----------- | -------------------------- | --------------------------------------------------------------------------------- | --- | --------------- |
| március 31. | Paul Watzlawick            | amerikai-osztrák kommunikációkutató                                               | 085 |                 |
| március 30. | Fehérvári Alfréd           | labdarúgó (Győri Vasas ETO), edző                                                 | 081 |                 |
| március 29. | Regin Dahl                 | feröeri költő, zeneszerző                                                         | 088 |                 |
| március 27. | Paul Lauterbur             | Nobel-díjas amerikai kémikus                                                      | 077 |                 |
| március 26. | Mosóczi István             | koreográfus                                                                       | 055 |                 |
| március 26. | Mihail Uljanov             | orosz színész                                                                     | 079 |                 |
| március 25. | Andranik Margarján         | örmény politikus, miniszterelnök (2000–)                                          | 055 |                 |
| március 25. | Heinz Schiller             | svájci autóversenyző                                                              | 077 | –               |
| március 23. | Paul Cohen                 | amerikai matematikus                                                              | 072 |                 |
| március 23. | Hermány Géza               | építész                                                                           | 101 |                 |
| március 23. | Kaszás Attila              | színész                                                                           | 047 |                 |
| március 22. | Oriol de Bolòs i Capdevila | katalán botanikus                                                                 | 083 |                 |
| március 22. | Halász Zoltán              | gasztronómiai író                                                                 | 094 |                 |
| március 22. | Kiss Sándor Károly         | nemzetközi jogász, az MTA külső tagja                                             | 081 |                 |
| március 20. | Taha Jászin Ramadán        | iraki politikus                                                                   | 069 |                 |
| március 19. | Cleofé Elsa Calderón       | argentin botanikus                                                                | 077 |                 |
| március 17. | John Backus                | amerikai informatikus                                                             | 082 |                 |
| március 17. | Freddie Francis            | angol operatőr (Vágyak csapdájában), (A francia hadnagy szeretője) és filmrendező | 089 |                 |
| március 17. | Iver Jåks                  | norvég-számi képzőművész                                                          | 074 |                 |
| március 15. | Kurt Rapf                  | osztrák zeneszerző                                                                | 085 |                 |
| március 15. | Stuart Rosenberg           | amerikai filmrendező                                                              | 079 |                 |
| március 13. | Herbert Fux                | osztrák színész (A hegyi doktor) és politikus                                     | 079 |                 |
| március 12. | Lehoczki István            | grafikus, karikaturista                                                           | 056 |                 |
| március 11. | Betty Hutton               | amerikai színésznő,táncosnő, énekesnő                                             | 086 |                 |
| március 8.  | Kocsis György              | színész                                                                           | 043 |                 |
| március 8.  | Otto Wolff von Amerongen   | német üzletember                                                                  | 088 |                 |
| március 7.  | Hidas Frigyes              | zeneszerző                                                                        | 078 |                 |
| március 7.  | Szakácsi Sándor            | Jászai Mari- és Őze Lajos-díjas színész                                           | 054 |                 |
| március 6.  | Jean Baudrillard           | francia filozófus                                                                 | 077 |                 |
| március 6.  | Pierre Moinot              | francia író, a Francia Akadémia tagja                                             | 086 |                 |
| március 5.  | Csépai Dezső               | kenus, sportorvos                                                                 | 053 |                 |
| március 5.  | Nyilassy Judit             | színházi rendező                                                                  | 075 |                 |
| március 4.  | Henri Troyat               | francia író, a Francia Akadémia tagja                                             | 095 |                 |
| március 3.  | Bereczky Júlia             | színésznő                                                                         | 078 |                 |
| március 3.  | Szilágyi A. János          | újságíró                                                                          | 049 | [ halott link ] |
| március 2.  | Sinka Károly               | színész, rendező                                                                  | 072 |                 |
| március 1.  | Manuel Bento               | portugál válogatott labdarúgó                                                     | 058 | –               |
| március 1.  | Colette Brosset            | francia színésznő                                                                 | 085 |                 |
| március 1.  | Kesjár János               | motorversenyző, Kesjár Csaba nagyapja                                             | 083 |                 |
| március 1.  | Szőgyényi József           | ügyvéd                                                                            | 074 | [ halott link ] |

## Február
| Dátum       | Név                         | Foglalkozás / tisztség                           | Kor | Forrás |
| ----------- | --------------------------- | ------------------------------------------------ | --- | ------ |
| február 28. | Arthur M. Schlesinger       | amerikai történész                               | 089 |        |
| február 27. | Fekete Tamás                | szobrász                                         | 075 |        |
| február 26. | Kovács Béla                 | könyvtáros, országgyűlési képviselő (FKGP, EKGP) | 092 | ?      |
| február 24. | Herman Brix (Bruce Bennett) | amerikai színész, olimpiai bajnok (1928)         | 100 |        |
| február 24. | Havas Ferenc                | Kossuth-díjas táncművész                         | 071 |        |
| február 23. | Heinz Berggruen             | német műgyűjtő és kiállító                       | 093 |        |
| február 23. | Pascal Yoadimnadji          | csádi politikus, miniszterelnök (2005–)          | 056 |        |
| február 22. | Lothar-Günther Buchheim     | német író, kiadó és műgyűjtő                     | 089 |        |
| február 22. | Lázár Gida                  | színész                                          | 091 |        |
| február 22. | Lengyel Balázs              | író, szerkesztő                                  | 089 |        |
| február 22. | Fons Rademakers             | holland színész, filmrendező, producer           | 086 |        |
| február 21. | Jávori Vilmos               | dzsesszdobos                                     | 061 |        |
| február 21. | Kimura Arava                | japán válogatott labdarúgó                       | 075 | –      |
| február 20. | Carl-Henning Pedersen       | dán festő                                        | 093 |        |
| február 19. | Janet Blair                 | amerikai színésznő                               | 085 |        |
| február 17. | Jurga Ivanauskaitė          | litván író, képzőművész                          | 045 |        |
| február 17. | Maurice Papon               | francia politikus                                | 096 |        |
| február 16. | Lilli Promet                | észt író, újságíró                               | 085 |        |
| február 15. | Robert Adler                | osztrák feltaláló (távirányító)                  | 093 |        |
| február 15. | Ray Evans                   | amerikai szövegíró (Que sera, sera)              | 092 |        |
| február 15. | Mészáros István             | református lelkész, püspök                       | 076 |        |
| február 14. | Erdőss Pál                  | filmrendező                                      | 060 |        |
| február 14. | Ferenczi Géza               | magyar régész                                    | 082 |        |
| február 12. | Georg Buschner              | német (NDK) labdarúgó, edző                      | 081 |        |
| február 12. | Hemrik Ferenc               | síelő, síugró                                    | 081 |        |
| február 12. | Randy Stone                 | Oscar-díj-as producer, casting rendező (X-akták) | 048 |        |
| február 11. | Marianne Fredriksson        | svéd újságíró, író                               | 079 |        |
| február 9.  | Ian Richardson              | skót színész                                     | 072 | –      |
| február 9.  | Erik Schumann               | német színész                                    | 081 |        |
| február 8.  | Anna Nicole Smith           | amerikai modell, színész                         | 039 |        |
| február 7.  | Giuseppe Adami              | olasz nemzetközi labdarúgó-játékvezető           | 091 |        |
| február 7.  | Bodánszky Miklós            | kémikus, az MTA külső tagja                      | 091 |        |
| február 7.  | Alan G. MacDiarmid          | Nobel-díjas új-zélandi kémikus                   | 079 |        |
| február 3.  | Ketskeméty István           | kémikus, egyetemi tanár                          | 078 |        |
| február 1.  | Birkás Lilian               | opera-énekesnő                                   | 090 |        |
| február 1.  | Gian Carlo Menotti          | olasz-amerikai filmrendező, zeneszerző           | 095 |        |

## Január
| Dátum      | Név                       | Foglalkozás / tisztség                                            | Kor | Forrás          |
| ---------- | ------------------------- | ----------------------------------------------------------------- | --- | --------------- |
| január 31. | Dérfalvi Imre             | labdarúgó, közgazdász, sportvezető (Videoton)                     | 072 |                 |
| január 31. | Földi Tamás               | közgazdász, egyetemi tanár                                        | 077 |                 |
| január 31. | Pálos Tamás               | újságíró, az MTI vezérigazgatója                                  | 072 |                 |
| január 30. | Gheorghe Crăciun          | román író                                                         | 056 |                 |
| január 30. | Sidney Sheldon            | amerikai író, forgatókönyvíró                                     | 089 |                 |
| január 29. | Illés Lajos               | Kossuth-díjas rockzenész, az Illés-együttes alapítója             | 064 |                 |
| január 29. | Hocopán Sándor            | néprajzkutató                                                     | 070 |                 |
| január 28. | Böszörményi-Nagy Iván     | pszichiáter                                                       | 086 |                 |
| január 28. | Werner Hackmann           | német politikus és sportvezető                                    | 059 |                 |
| január 28. | Philippe Lacoue-Labarthe  | francia irodalomkritikus, filozófus, író                          | 066 |                 |
| január 28. | Karel Svoboda             | cseh zeneszerző                                                   | 068 |                 |
| január 27. | Marcheline Bertrand       | amerikai színész                                                  | 056 |                 |
| január 26. | Jean Ichbiah              | francia informatikus, az Ada programozási nyelv megalkotója       | 066 |                 |
| január 25. | Knut Schmidt-Nielsen      | norvég-amerikai állatfiziológus                                   | 091 |                 |
| január 24. | Ismail Cem                | török politikus, volt külügyminiszter                             | 067 |                 |
| január 24. | Jean-François Deniau      | francia író, diplomata, a Francia Akadémia tagja                  | 078 |                 |
| január 24. | Kedves Tamás              | gordonkaművész                                                    | 067 |                 |
| január 24. | Palánkay Klára            | operaénekes                                                       | 085 |                 |
| január 24. | Szilágyi Tibor            | orvos, egyetemi tanár                                             | 085 |                 |
| január 23. | Ryszard Kapuściński       | lengyel író, újságíró                                             | 074 |                 |
| január 22. | Toulo de Graffenried      | svájci Formula–1 versenyző (1950–1956)                            | 092 |                 |
| január 22. | Ramón Marsal              | válogatott spanyol labdarúgó (Real Madrid)                        | 072 |                 |
| január 22. | Carlos Olivier            | venezuelai színész                                                | 054 |                 |
| január 22. | Pierre abbé               | francia katolikus pap, "a szegények megmentője"                   | 094 |                 |
| január 21. | Maria Cioncan             | olimpiai bronzérmes román középtávfutó                            | 029 |                 |
| január 21. | Peer Raben                | német színész, filmzeneszerző (Querelle)                          | 066 | –               |
| január 20. | Éric Aubijoux             | francia motorkerékpár-versenyző (a Dakar-rali alatt)              | 042 |                 |
| január 20. | Beke György               | erdélyi magyar író                                                | 079 |                 |
| január 20. | Méhes Károly              | gyermekorvos, az MTA rendes tagja                                 | 070 |                 |
| január 19. | Hrant Dink                | török-örmény újságíró                                             | 052 |                 |
| január 17. | Art Buchwald              | amerikai publicista                                               | 081 |                 |
| január 16. | Rudolf-August Oetker      | német üzletember                                                  | 090 |                 |
| január 16. | Margaret Durrell          | brit írónő                                                        | 086 |                 |
| január 15. | Barzan Ibrahim al-Tikriti | iraki politikus                                                   | 055 |                 |
| január 13. | Michael Brecker           | amerikai jazz-zenész                                              | 057 |                 |
| január 12. | Alice Coltrane            | amerikai dzsesszénekes, zongorista, orgonista, hárfás, zeneszerző | 069 | –               |
| január 12. | Zákányi Zsolt             | Liszt Ferenc-díjas karnagy                                        | 081 |                 |
| január 11. | Solveig Dommartin         | francia színésznő (Berlin felett az ég)                           | 045 |                 |
| január 11. | Donald Edward Osterbrock  | amerikai csillagász                                               | 082 |                 |
| január 11. | Robert Anton Wilson       | amerikai író                                                      | 074 |                 |
| január 10. | Carlo Ponti               | olasz filmproducer, Sophia Loren férje                            | 094 |                 |
| január 9.  | Elmer Symons              | Dél-afrikai motorkerékpár-versenyző (a Dakar-rali alatt)          | 029 |                 |
| január 8.  | Burget Lajos              | újságíró                                                          | 074 |                 |
| január 8.  | Yvonne De Carlo           | kanadai származású amerikai színésznő                             | 084 |                 |
| január 8.  | Juhász-Nagy Sándor        | orvos, egyetemi tanár                                             | 073 |                 |
| január 8.  | Iwao Takamoto             | japán-amerikai animátor                                           | 081 |                 |
| január 4.  | Sandro Salvadore          | Európa-bajnok olasz labdarúgó, hátvéd, edző                       | 067 |                 |
| január 4.  | Marais Viljoen            | dél-afrikai politikus, köztársasági elnök (1979–1984)             | 091 |                 |
| január 3.  | Fürst János               | karmester                                                         | 071 |                 |
| január 3.  | Nagy Gáspár               | Kossuth-díjas költő                                               | 057 |                 |
| január 2.  | Teddi Kollek              | izraeli politikus, Jeruzsálem volt polgármestere                  | 095 | [ halott link ] |
| január 2.  | Don Massengale            | amerikai profi golfozó                                            | 069 |                 |
| január 2.  | Miklóssy-Vári Vilmos      | biológus, etnobotanikus                                           | 060 |                 |
| január 2.  | Pek Namszun               | észak-koreai politikus, külügyminiszter                           | 077 |                 |
| január 2.  | Dan Shaver                | amerikai autóversenyző                                            | 056 |                 |
| január 1.  | Hegyi Gyula               | hegedűművész, karmester                                           | 083 | ?               |
| január 1.  | Mihályfy Sándor           | filmrendező                                                       | 069 |                 |
| január 1.  | Tillie Olsen              | amerikai író, feminista                                           | 094 |                 |
| január 1.  | Darrent Williams          | amerikai NFL-játékos                                              | 024 |                 |

## Állatok
| Dátum         | Név    | Faja, nevezetesség oka                           | Kor | Forrás |
| ------------- | ------ | ------------------------------------------------ | --- | ------ |
| október 30.   | Washoe | az első jelnyelvvel kommunikáló csimpánz         | 042 |        |
| szeptember 6. | Alex   | jákópapagáj, állatpszichológiai kutatások alanya | 031 |        |